# Syngonium
Syngonium é um género botânico pertencente à família Araceae.

## Espécies
1. Syngonium angustatum Schott - Mexico, Central America, Colombia; naturalized in Bahamas, Netherlands Antilles, Bismarck Archipelago Angustatum, uma espécie de planta, dentro do gênero Syngonium, da família Araceae

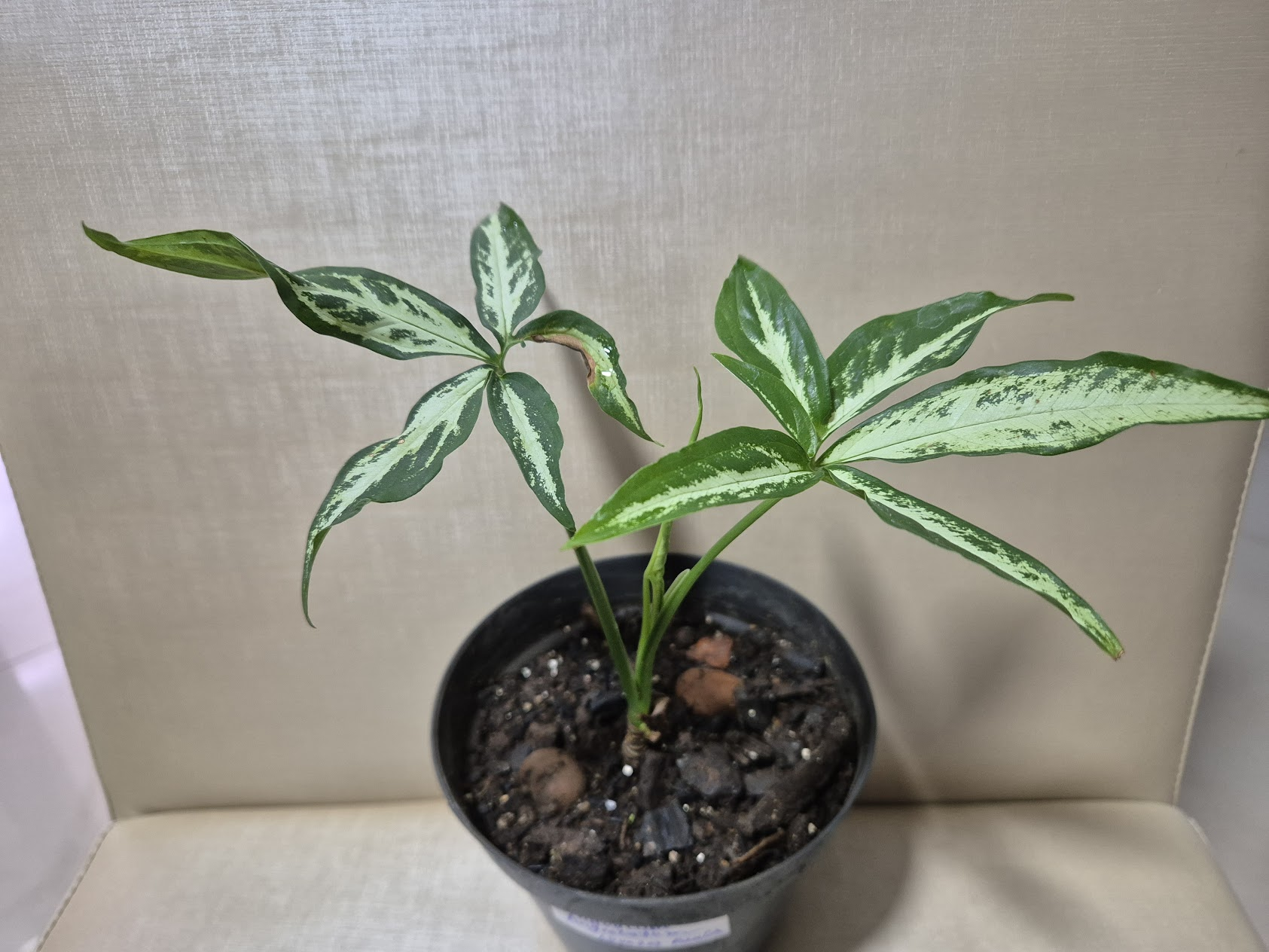
Angustatum, uma espécie de planta, dentro do gênero Syngonium, da família Araceae

2. Syngonium armigerum (Standl. & L.O.Williams) Croat - Costa Rica
3. Syngonium atrovirens G.S.Bunting - Venezuela, Ecuador, Bolivia
4. Syngonium auritum (L.) Schott - Greater Antilles
5. Syngonium castroi Grayum - Costa Rica
6. Syngonium chiapense Matuda - Chiapas, Oaxaca, Veracruz, Guatemala, Chiapense, uma espécie do gênero Syngonium, da família Araceae.

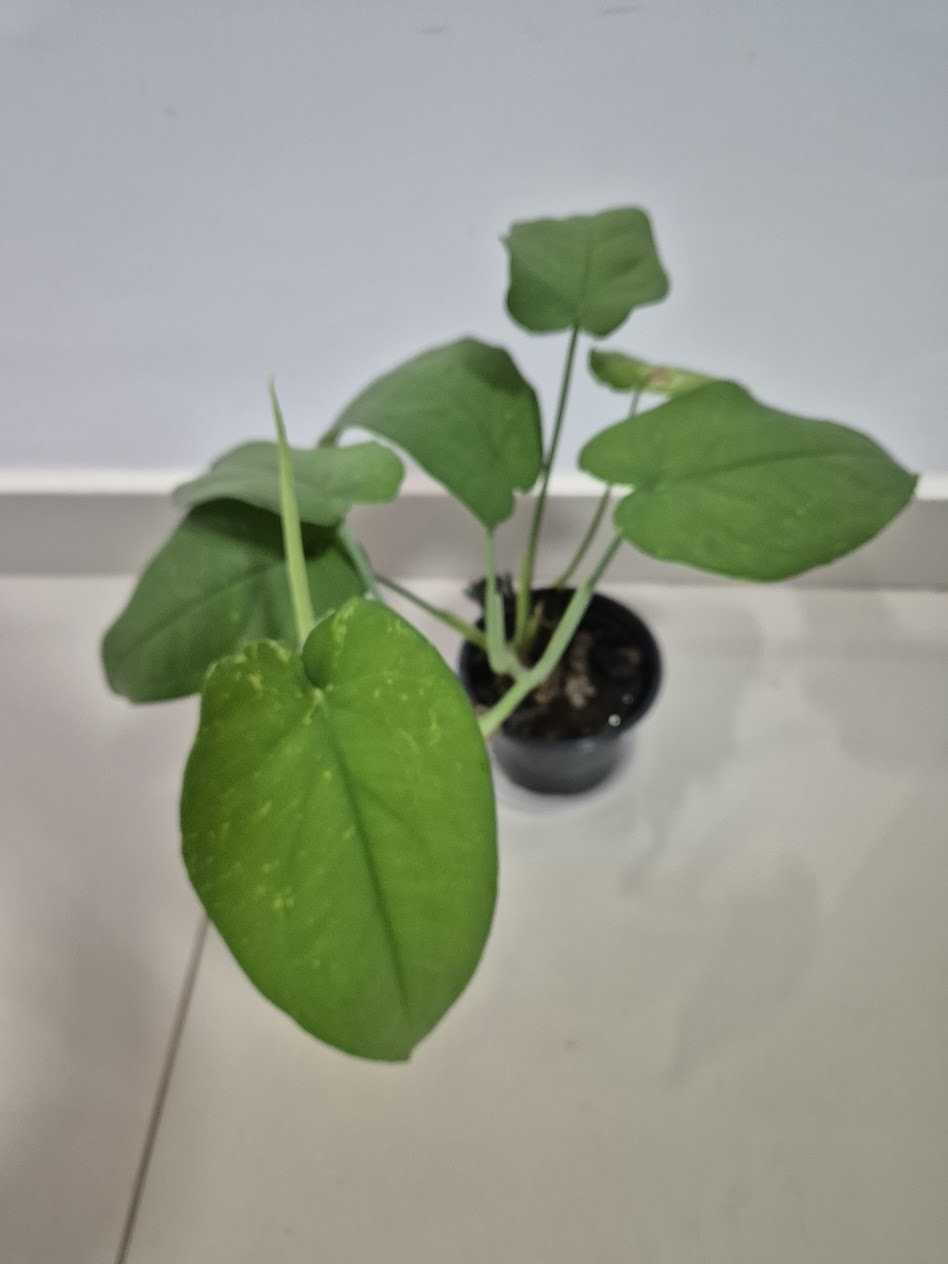
Chiapense, uma espécie do gênero Syngonium, da família Araceae.

7. Syngonium chocoanum Croat - Colombia
8. Syngonium crassifolium (Engl.) Croat - Venezuela, Ecuador, Colombia
9. Syngonium dodsonianum Croat - Ecuador
10. Syngonium erythrophyllum Birdsey ex G.S.Bunting - Panama
11. Syngonium foreroanum Croat - Colombia
12. Syngonium gentryanum Croat - Peru
13. Syngonium harlingianum Croat - Ecuador
14. ia (Standl. & L.O.Williams) Croat - Costa Rica, Honduras
15. Syngonium hastifolium Engl. - Peru, northwestern Brazil
16. Syngonium hoffmannii Schott - Costa Rica, Honduras, Nicaragua, Panama
17. Syngonium laterinervium Croat - Costa Rica, Panama
18. Syngonium llanoense Croat - Panama
19. Syngonium macrophyllum Engl. - Chiapas, Oaxaca, Tabasco, Central America, Colombia, Ecuador
20. Syngonium mauroanum Birdsey ex G.S.Bunting - Costa Rica, Panama
21. Syngonium meridense G.S.Bunting - Mérida State in Venezuela
22. Syngonium neglectum Schott - widespread across much of Mexico
23. Syngonium oduberi T.Ray - Costa Rica
24. Syngonium podophyllum Schott - Trinidad & Tobago, Latin America from Mexico to Brazil and Bolivia; naturalized in Bahamas, West Indies, Florida, Hawaii, Seychelles, Borneo, Malaysia Syngonium podophyllum, uma espécie da família Araceae

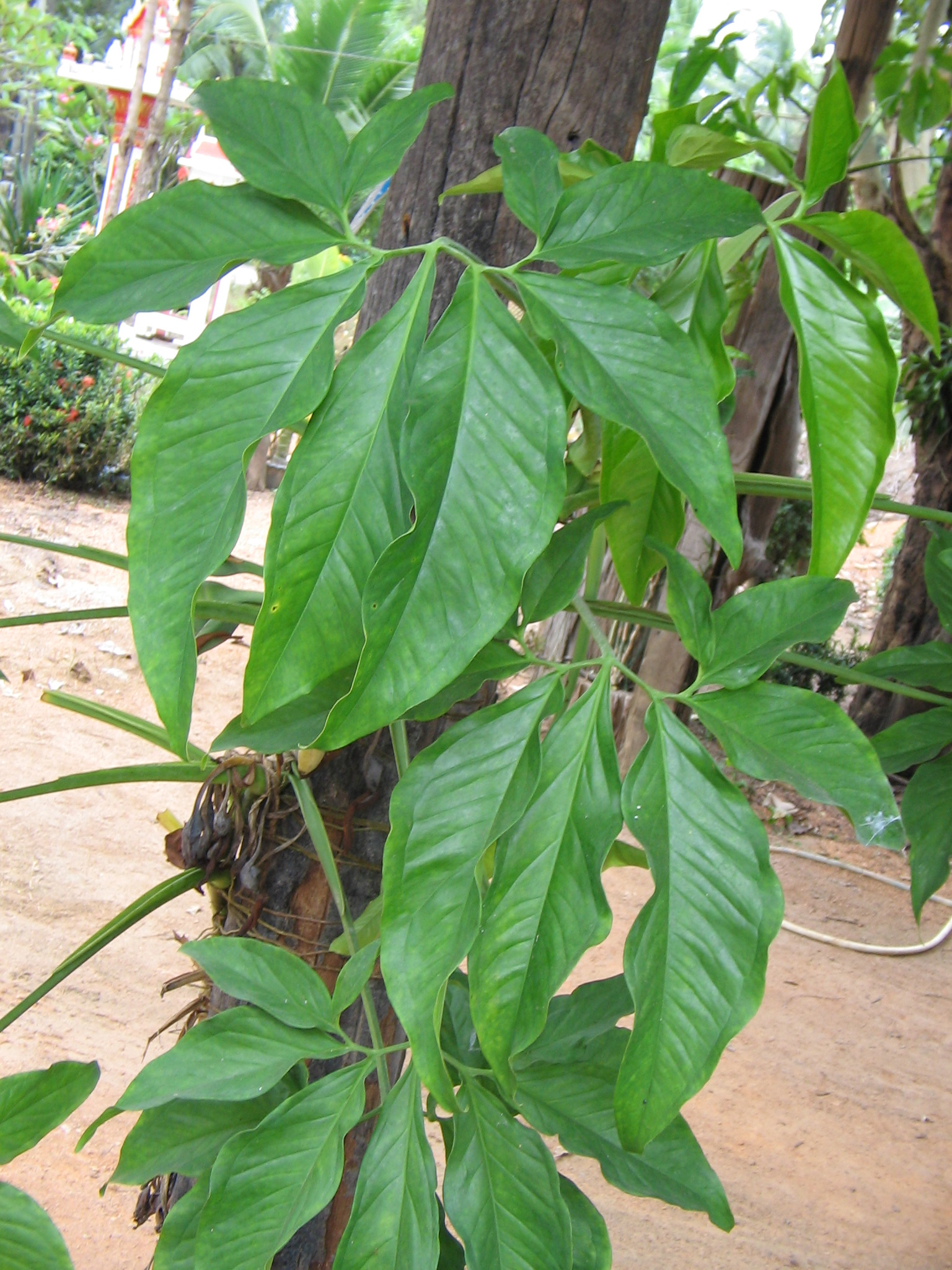
Syngonium podophyllum, uma espécie da família Araceae

25. Syngonium rayi Grayum - Costa Rica, Panama
26. Syngonium sagittatum G.S.Bunting - Oaxaca
27. Syngonium salvadorense Schott - Chiapas, Guatemala, El Salvador
28. ia H.Wendl. ex Schott - Costa Rica, Honduras, Nicaragua, Panama
29. Syngonium sparreorum Croat - Ecuador
30. Syngonium standleyanum G.S.Bunting - Costa Rica, Honduras, Nicaragua
31. Syngonium steyermarkii Croat - Chiapas, Guatemala
32. Syngonium triphyllum Birdsey ex Croat -  Belize, Costa Rica, Honduras, Nicaragua, Panama, Ecuador
33. Syngonium wendlandii Schott - Costa Rica
34. Syngonium yurimaguense Engl. - Bolivia, Peru, Ecuador, northwestern Brazil